# Suur Munamägi
Suur Munamägi, (cioè la Grande collina dell'uovo), situata nel sud dell'Estonia nella contea di Võrumaa a circa 17 km a sud di Võru, è considerata la maggior altura dei Paesi baltici e raggiunge poco più di 318 m d'altezza. La sua vetta, ricoperta di alberi, passa facilmente inosservata se non si cerca di individuarla appositamente.
Il modo migliore per approfittare del Grande Uovo, è salire sulla torre osservatorio alta circa 30 m e posta sulla sua sommità.
Nelle giornate limpide e serene si possono scorgere le torri della televisione di Tartu, le cupole tondeggianti di Pihkva nella confinante Russia, le lussureggianti distese boschive tipiche dell'Estonia, che si aprono in ogni direzione. È possibile noleggiare un binocolo per ammirare il panorama o per fare bird-watching. Alla base del monte vi si trova una gradevole caffetteria con tavoli per ristoro anche all'aperto per pic-nic estivi.
La cima del monte, sormontata da una moderna torre panoramica è raggiungibile a piedi, in circa dieci minuti dalla strada Võru - Ruusmäe, partendo circa 1 km a sud di Haanja.

## Storia

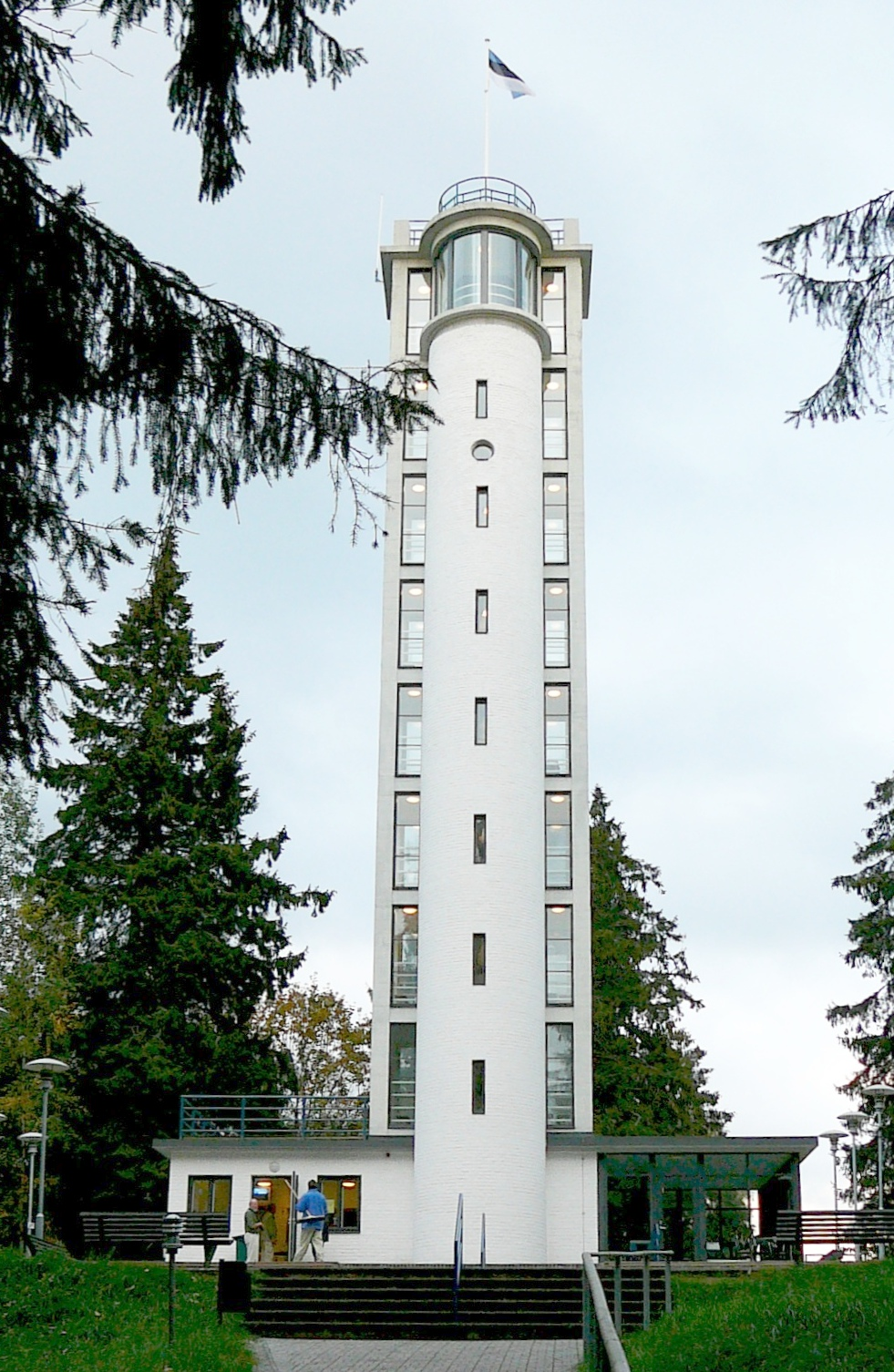
La torre

La torre, in cemento armato, posta cima fu costruita nel 1939. Raggiunge un'altezza di quasi 30 metri. Fu edificata con 36.000. mattoni circa, e ottanta tonnellate di cemento che furono portate fin sulla cima.
La torre fu terminata nello stesso anno in giugno, ma la cerimonia di apertura fu cancellata a causa degli imminenti eventi disastrosi della Seconda guerra mondiale. La torre non fu più utilizzata fino al 1955. Successivamente vi fu una modernizzazione della torre e della zona, effettuata dal Museo Memoriale di Friedrich Reinhold Kreutzwald.
Nel periodo tra agosto 2004 e luglio 2005 c'è stata la maggiore opera di rinnovamento sulla sommità del monte. La torre di osservazione è stata completamente rimodernata, dopo lo stato di abbandono lasciato dall'occupazione sovietica. Si è provveduto ad inserire un ascensore sulla torre ed un caffè panoramico. I sentieri verso la torre sono stati riasfaltati e rinnovati. Il costo totale dell'opera è stato di circa 640.000 euro. La costruzione è stata finanziata dall'Unione europea, dal governo estone, dal Centro di Investimento per lo Sviluppo, da alcuni finanziatori privati e dalla vicina parrocchia luterana di Haanja.
Il 24 luglio 2005 l'osservatorio rinnovato della Torre del Monte Suur Munamägi è stato riaperto al pubblico.